# Walther Reinhardt
Walther Reinhardt (Stuttgart, 1872. március 24. – Berlin, 1930. augusztus 8.) német katonatiszt és utolsó hadügyminisztere volt a Német Császárságnak, majd utána az első parancsnoka lett a megalakuló Reichswehrnek.

## Élete

### Tiszti karrierje
1891-ben lépett be az 1. Württembergi „Olga királynő” 119-es gránátosezredbe, ahol egy évvel később már hadnaggyá léptették elő. 1904-től századosi rangban szolgált a német nagyvezérkarnál (Großer Generalstab). 1912 és 1915 között a württembergi XIII. hadtestnél volt vezérkari tiszt. 1915 januárjában Reinhardtot őrnagyi rangban kinevezték ugyanennek a hadtestnek a vezérkari főnökévé. Egy évvel később a mai Macedónia területén harcoló 11. hadsereg vezérkari főnöke lett. 1917-ben a Franciaországban állomásozó 7. hadsereg parancsnoka lett. 1918-tól a leszerelési bizottságot irányította a hadügyminisztériumban. 1919-ben az utolsó porosz hadügyminiszter tisztjét látta. el. Ezen kívül a Birodalmi Kabinet (Reichskabinett) szavazati jog nélküli tagja volt 1919. február 13. és 1919. október 1. között. Összefüggésben a küszöbön álló Versailles-i béke aláírásával és a német keleti területek átengedésével, Reinhardt az önálló keleti állam kikiáltásának tervével értett egyet. Később ez Németország nemzeti felemelkedésével kellett végződnie a terv támogatói, így Reinhardt szerint is. Ezen ötletek később zátonyra futottak Wilhelm Groener ellenzése miatt.

### A Reichswehr élén
A versaillesi béke aláírása után életbe léptek a béke katonai rendelkezései, amik hatással voltak a személyi is szervezeti működésre. A legfelsőbb vezérkar 1919. július 4-én történt megszüntetése után Gustav Noske kinevezte az újonnan szerveződő Reichswehr élére, miniszteri pozícióban (Reichswehrminister) augusztus 20-tól. Emiatt is megszüntették a Porosz Hadügyminiszter (Preußischer Kriegsminister) titulust.
Reinhardt lett a parancsnoka a porosz Reichswehrnek is. Ebben a pozícióban építette ki a hadsereg vezetését, emiatt is vezérőrnaggyá léptették elő. Mivel ő volt a vezérkari főnök, ezért Hans von Seeckt tábornok fölé rendelték, ami feszültséget okozott a két tiszt között. A württembergi Reinhardt megpróbálta az új Reichswehrt lojálissá tenni a weimari köztársasághoz, miközben a porosz Seeckt inkább kritikusan tekintett az új államra. Már a Kapp-puccs kezdete előtt követelte Walther von Lüttwitz, a jobboldali puccsisták egyik vezetője Friedrich Eberttől a Weimari Nemzetgyűlés feloszlatását és Reinhardt leváltását.
Seeckt, Reinhardt ellenfele a puccs alatt ki akarta hirdetni a „Csapatok nem lőhetnek csapatokra!” (Truppe schießt nicht auf Truppe) parancsot, megtiltva a fegyveres beavatkozást. Reinhardt ellenben osztotta egykori felettese, Noske véleményét, hogy az erőszakra csakis erőszakkal lehet válaszolni. Reinhardt, aki Gustav Noske hivatali ideje alatt megbecsült hadügyminiszter volt, lemondott, így mutatva ki szolidaritását. Az utódja Seeckt lett.

### A Weimari Köztársaság idején
A visszalépése után 1920 és 1924 között altábornagyi rangban az V. katonai körzet vezetője lett Stuttgart székhellyel. Ugyanebben a periódusban Württemberg polgári irányítása is alá tartozott. 1925 és 1927 között gyalogsági tábornok és a 2. Csoportparancsnokság vezetője lett kasseli székhellyel. Az aktív szolgálat befejezése után kezdeményezte a Reinhardt-kurzus elindítását. Azonkívül a vezérkari tisztek egyetemi áthallgatásait is támogatta , hogy ne csak a szűk katonai területen mozogjanak tisztjei. Őróla nevezték el az ellwangeni laktanyát (Reinhardt-Kaserne).

## Fordítás
- Ez a szócikk részben vagy egészben a Walther Reinhardt című német Wikipédia-szócikk fordításán alapul.  Az eredeti cikk szerkesztőit annak laptörténete sorolja fel. Ez a jelzés csupán a megfogalmazás eredetét és a szerzői jogokat jelzi, nem szolgál a cikkben szereplő információk forrásmegjelöléseként.